# Karwinskia calderonii
Karwinskia calderonii är en brakvedsväxtart som beskrevs av Paul Carpenter Standley. Karwinskia calderonii ingår i släktet Karwinskia och familjen brakvedsväxter. Inga underarter finns listade i Catalogue of Life.